# Alpha Cephei
Alderamin (α Cephei) este cea mai strălucitoare stea din constelația Cefeu.

## Denumire
Numele său, Alderamin vine din arabă: (în arabă الذراع اليمن, transcris: Al Dhira al Yamin, semnifică: „Brațul drept”, amplasamentul său corespunde brațului drept al lui Cefeu).

## Caracteristici
Este o stea albă, la sfârșitul vieții. Mai mare și mai masivă decât Soarele, ea posedă mai mulți companioni stelari.
Una dintre singularitățile sale este viteza de rotație neobișnuit de ridicată (246 km/s la ecuator), ceea ce-i permite să execute o rotație completă în mai puțin de o jumătate de zi. În comparație, Soarele face o rotație completă în aproape o lună. La alte stele din aceeași categorie, gravitația tinde să separe elementele grele de elementele ușoare, concentrându-le pe primele în centru. În cazul stelei Alderamin, viteza de rotație pare să împiedice acest fenomen. Activitatea magnetică, pe care o lasă să se presupună radiațiile emise, este și ea neașteptată, la acest tip de stea. Aceste anomalii rămân puțin înțelese la ora actuală.

## Stea polară
Din cauza precesiei echinocțiilor, Alderamin va deveni steaua cea mai apropiată de Polul Nord ceresc, la mai puțin de 3°, în vreo 5.500 de ani. Este una dintre cele opt stele care pot juca rolul de Stea polară, în ciclul precesiei de 26.000 de ani a axei Pământului.
Celelalte stele sunt: 
- Tau Herculis (din Hercule),
- Vega (din Lira),
- Alpha Pictoris (din Pictorul)
- Errai (din Cefeu),
- Polaris (din Ursa Mică),
- Kappa Draconis (din Dragonul),
- Thuban (din Dragonul).